# Додатак поменику од 1888. Знаменити људи у српскога народа који су преминули до краја 1900. г.
Додатак поменику од 1888. Знаменити људи у српскога народа који су преминули до краја 1900. г. је дело Милана Милићевића које се надовезује на Поменик знаменитих људи у српског народа новијега доба од истог писца. У њему је приказано преко 160 животописа многих познатих и мање познатих, али свакако значајних људи са простора Србије и шире. Дело је подељено на два дела, с тим што се у првом делу обрађују помени нових покојника а у другом исправке за Поменик од 1888.

## део
| - Анта Алексић (1843-1893) - Ранко Алимпић (1826-1882) - Светозар Андрејевић (1839-1900) - Герман Анђелић (1822-1888) - Стефан Анђелић (1825-1892) - Јован Анђелковић (1840-1885) - Владан Арсенијевић (1848-1900) - Милош Бајић (1822-1897) - Никола Беговић (1821-1895) - Миливоје Блазнавац (1824-1873) - Милош Богићевић (?-1844) - Адам Богосављевић (1844-1880) - Јован Бошковић (1834-1892) - Нико Бошковић (1829-1896) - Бранко Васиљевић (1825-1900) - Илија Вукићевић (1866-1899) - Јеврем Вукосављевић (1846-1876) - Светислав Вуловић (1847-1898) - Коста Вучковић (1823-1893) - Милутин Гарашанин (1843-1898) - Јеврем Грујић (1826-1895) - Јеврем Гудовић (?-1900) - Милован Гушић (1822-1891) - Лаза Димитријевић (1858-1899) - Милош Димитријевић (1824-1896) - Лазар Докић (1846-1893) - Нићифор Дучић (1832-1900) | - Ђока С. Ђорђевић (1867-1898) - Јован Ђорђевић (1826-1900) - Димитрије Ђурић (1838-1893) - нема - Христифор Жефаровић (?-?) - Василије Живковић (1819-1891) - Сима Живковић (1834-1900) - Арон Загорица (?-1849) - Фрања Зах (1807-1892) - Стеван Здравковић (1833-1900) - Милош Зечевић (1838-1896) - Јаков Игњатовић (1824-1889) - Војислав Илић (1862-1894) | - Владимир Јакшић (1824-1899) - Милован Т. Јанковић (1828-1899) - Јероним Јовановић (1825-1894) - Анастас Јовановић (1817-1899) - Бранко Јовановић (1828-1896) - Владимир Јовановић (1859-1899) - Јулијана Јовановић (?-1898) - Коста Јовановић (1832-1895) - Лазар Јовановић (1828-1900) - Милан Јовановић (1834-1896) - Павле Јовановић (1849-1897) - Емилијан Јосимовић (1823-1897) - Павле Јулинац (?-?) - Терезија Кањижа (1811-1895) - Мина Караџић Вукомановић (1832-1894) - Владимир Карић (1848-1893) - Петар Карић (1838-1871) - Мијаило Катанић (1840-1887) - Милија Катанић (1836-1891) - Вељко Крантић-Петровић (1818-1900) - Милан Кујунџић (1842-1893) - Лаза Лазаревић (1851-?) - Радмило Лазаревић (1846-1899) - Милојко Лешјанин (1830-1896) - Сима Љубић (1822-1896) - Јован Мариновић (1821-1893) - Светозар Марковић (1847-1975) - Васа Мијатовић (1842-1899) - Прока Миладиновић (1816-1894) - Лука Милованов (1784-1828) - Милош Милојевић (1840-1897) - Драгиша Милутиновић (1842-1900) - Матеја Миљковић (?-1873) - Катарина Митровић (?-1894) - Митрополит београдски Михаило (1826-1898) - Ника Михаиловић (1811-1895) - Стевча Михаиловић (1804-1888) - Груја Мишковић (1828-1880) - Станиша Марковић Млатишума (1664-1741) - Мојсије Вересић (?-1896) - Кузман Мунчић (1828-1896) | - Јелисавета Натошевић (?-1898) - Ђорђе Недељковић (1824-1899) - Љубомир Недељковић (?-1897) - Љубомир П. Ненадовић (1826-1895) - Ђорђе Николајевић (1807-1896) - браћа Николић, Илија (1819-1898) и Милија (1820-1900) - нема - Илија Огњановић (1845-1900) - Илија Округић (1827-1897) - Захарија Орфелин (1726-1785) - Јевта Павловић (1836-1896) - Мита Петровић (1848-1891) - Сава Петровић (1839-1889) - Јосиф Пецић (1829-1896) - Милан С. Пироћанац (1837-1897) - Живко С. Поповић (1848-1900) - Милош Поповић (1820-1879) - Сретен Л. Поповић (1820-1890) - Коста С. Протић (1831-1892) - Паја Путник (1828-1900) - Љубомир Радивојевић (1818-1895) - Мита Ракић (1846-1890) - Милован Рашковић (1828-1876) - Јован Ристић (1831-1899) - Мијаило Калеја Ристић (?-1898) | - Петар Слепчевић (1835-1895) - Павле Соларић (1779-1821) - Сава Сретеновић (1827-1893) - Димитрије Стаменковић (1845-1899) - Лаза Стефановић (1834-1890) - Стефан Стефановић (1807-1828) - Дум Иван Стојановић (1829-1900) - Александар Стојачковић (1821-1893) - Јован Сундечић (1825-1900) - Александар Теофановић (?-1895) - Григорије Терлајић (1766-1812) - Велимир Теодоровић (1849-1898) - Илија Томић Босанац (1823-1892) - Јаков Ћудина (1820-1900) - нема - Иван Филиповић (1823-1895) | - Ђура Хорватовић (1835-1895) - нема - нема - нема - Милорад Шапчанин (1841-1895) |

| - Арса Андрејевић (1790-1842) - Богобој Атанацковић (1826-1958) - Баталака (Лазар Арсенијевић) (1793-1869) - Петар Радовановић Брдар (1818-1880) - Милован Видаковић (1780-1841) - Јоаким Вујић (1772-1847) - Милоје Вукашиновић (1777-1837) - Тома Вучић Перишић (1788-1859) - Јован Гавриловић (1796-1877) - Јеремија Гагић (1783-1859) - нема - нема - нема - Капетан Жика - Велчо Џикић (?-1808) - нема - Катарина Ивановић (1811-1882) - нема | - Карађорђе (1752-1817) - Вук Стефановић Караџић (1787-1864) - Иван Кнежевић (1760-1840) - Вуле Илић Коларац (1760-1832) - Ђорђе Крагић (?-1809) - Стојко Кривокућа (?-1804/05) - Леонтије Ламбровић (?-1822) - нема - Пауљ Матејић (?-после 1815) - Марија Миловојевић (1803-1866) - Ђура Милутиновић (1770-1844) - Јовица Милутиновић (1773-1846) - Сима Милутиновић Сарајлија (1791-1847) - Сергије Николић (1816-1874) - Мелентије Никшић (1780-1816) - нема - Доситеј Обрадовић (1739/44-1811) - Јеврем Обреновић (1790-1856) - Мелентије Павловић (1776-1833) - Јанићије Памучина (1810-1870) - Папазоглија (?-?) - Јован Стерија Поповић (1806-1856) | - Танаско Рајић (1754-1815) - Павле Симић (1818/21-1876) - Никола Смиљанић (1760/77-1815) - Милисав Таузенкинстлер - Милисав Петровић (?-?) - Димитрије П. Тирол (1793-1857) - Никола Томазео Томашић (1802-1874) - нема - нема - нема - Хајдук Вељко Петровић (1780-1813) - Хаџи Атанасије Радовановић (1771-1826) - Хаџи Рувим (1752-1804) - Ћирило Цветковић (1791-1857) - Петар Лазаревић Цукић (?-1849) - Милисав Чамџија (?-1815) - Васа Чарапић (?-1806) - Чича Митар Јосифовић - Димитрије Јосифовић (?-после 1839) - нема - нема |